# Bernard Tekpetey
Bernard Tekpetey (Accra, 3 de setembro de 1997) é um futebolista profissional ganês que atua como atacante no Ludogorets.

## Carreira
Bernard Tekpetey fez parte do elenco da Seleção Ganesa de Futebol na Campeonato Africano das Nações de 2017.